# سو بلات
سو بلات (بالإنجليزية: Sue Platt)‏ هي لاعبة دفع الجلة بريطانية، ولدت في 4 أكتوبر 1940 في Mill Hill ‏ في المملكة المتحدة.

## وصلات خارجية
- سو بلات على موقع الاتحاد الدولي لألعاب القوى (الإنجليزية)
- سو بلات على موقع أوليمبيديا (الإنجليزية)
- سو بلات على موقع اللجنة الأولمبية البريطانية (الإنجليزية)